# Magic Lantern
Magic Lantern è il centoventitreesimo album in studio del chitarrista statunitense Buckethead, pubblicato il 27 novembre 2014 dalla Hatboxghost Music.
Si tratta del novantaquattresimo disco appartenente alla serie "Buckethead Pikes".

## Tracce
Musiche di Buckethead.
1. Magic Lantern – 6:29
2. Chess Roof – 4:05
3. First Corridor – 9:59
4. Wind from Where – 3:44
5. Land of the Lanterns – 5:07

## Formazione
- Buckethead – chitarra, basso, programmazione